# Žlebnica, Gozd Martuljek
Žlebnica je potok, ki izvira v Karavankah ob avstrijsko-slovenski južno od gore Trupejevo poldne (1931 m) in se kot desni pritok izliva v potok Hladnik, ta se pri naselju Gozd Martuljek pridruži potoku Jerman, ki se nedaleč stran kot levi pritok izliva v Savo Dolinko.